# Праздники Габона
Список праздников, официально отмечаемых в Габоне.
| Дата       | Русское название               | Название на французском                         |
| ---------- | ------------------------------ | ----------------------------------------------- |
| 1 января   | Новый год                      | Jour de l’an                                    |
| Март       | Пасха и Пасхальный понедельник | Pâques et Lundi de pâques                       |
| 17 Апрель  | Женский день                   | Journée Nationale de la Femme                   |
| 1 мая      | Праздник труда                 | Fête du travail                                 |
| 16 августа | День Независимости             | Fête Nationale (Anniversaire de l’Indépendance) |
| 1 ноября   | День всех святых               | Toussaint                                       |
| 25 декабря | Рождество                      | Noël                                            |